# Catèter venós central

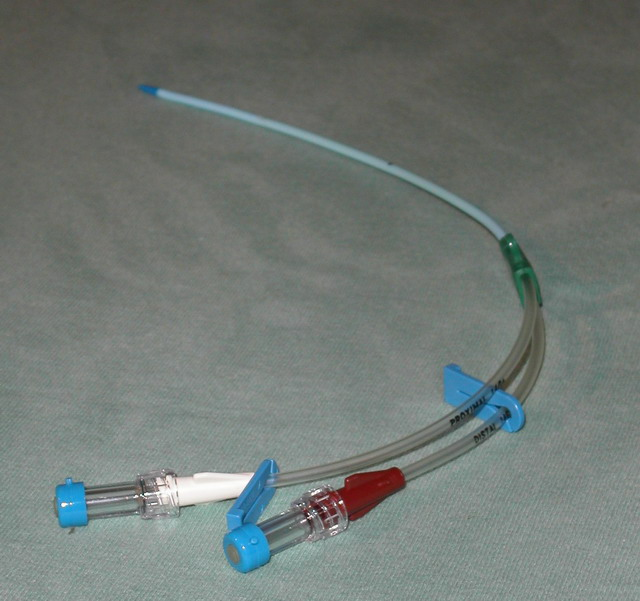
Exemple de catèter.

Un catèter venós central (CVC), també conegut com a via central, via venosa central o catèter d'accés venós central, és un catèter situat en una vena gran. És una forma d'accés venós. Sovint es necessita la col·locació de catèters més grans en venes més centrals (per obtenir un accés vascular més fiable i durador) en pacients crítics o en aquells que requereixen teràpies intravenoses prolongades. Aquests catèters es col·loquen comunament a les venes del coll (vena jugular interna), al tòrax (vena subclàvia o vena axil·lar), a l'engonal (vena femoral) o a través de les venes dels braços (també conegudes com a PICC o catèters centrals inserits perifèricament).
Les vies centrals s'utilitzen per administrar medicaments o fluids que no es poden prendre per via oral o que perjudiquin una vena perifèrica més petita, obtenir proves de sang (específicament la "saturació venosa central d'oxigen"), administrar líquids o productes sanguinis per a una reanimació voluminosa i mesurar la pressió venosa central. Els catèters que s'utilitzen solen tenir entre 15 i 30 cm de longitud, fabricats en silicona o poliuretà i tenen un llum simple o múltiple per infusió.